# Nephrotoma polymera
Nephrotoma polymera är en tvåvingeart som först beskrevs av Friedrich Hermann Loew 1863.  Nephrotoma polymera ingår i släktet Nephrotoma och familjen storharkrankar. Inga underarter finns listade i Catalogue of Life.